# جيرالد ميرشارت
جيرالد إدوارد ميرشارت الثالث (بالإنجليزية: Gerald Edward Meerschaert III؛ مواليد 18 ديسمبر 1987) هو مقاتل فنون القتال المختلطة أمريكي. ينافس في الوزن المتوسط في يو إف سي.

## وصلات خارجية
- جيرالد ميرشارت على موقع يو إف سي (الإنجليزية)
- جيرالد ميرشارت على موقع شيردوغ (الإنجليزية)
- جيرالد ميرشارت على موقع Tapology.com (الإنجليزية)
- جيرالد ميرشارت على موقع IMDb (الإنجليزية)